# Cantó de Sant Antelmes
El cantó de Sant Antelmes és un cantó francès del departament del Puèi Domat, situat al districte d'Embèrt. Té 5 municipis i el cap és Sant Antelmes.

## Municipis
- La Chaulme
- Grandrif
- Sant Antelmes
- Saint-Clément-de-Valorgue
- Saint-Romain

## Història
| Data d'elecció                           | Identitat        | Partit           | Qualitat |
| ---------------------------------------- | ---------------- | ---------------- | -------- |
| 1945-1964                                | Eugène Chassaing | PRRRS            |          |
| 1964-1970                                | M. Barry         | UNR, després UDR |          |
| 1970-1994                                | André Col        | RI, després UDF  |          |
| 1994-2008                                | Henri Jury       | PS               |          |
| 2008-                                    | Alain Faure      | Divers gauche    |          |
| les dades anteriors no són pas conegudes |                  |                  |          |
|                                          |                  |                  |          |

## Demografia
| 1962  | 1968  | 1975  | 1982  | 1990  | 1999  | 2007  |
| ----- | ----- | ----- | ----- | ----- | ----- | ----- |
| 2.220 | 2.613 | 2.240 | 1.907 | 1.638 | 1.538 | 1.529 |